# عبد العظيم الربيعي
عبد العظيم الربيعي البحراني (6 يناير 1906 - 14 أبريل 1979) فقيه مسلم وشاعر عربي إيراني في القرن 20 م/ 14 هـ. ولد في عبادان في عائلة بحرينية شيعية اثنا عشرية ونشأ بها على والده العالم ثم هاجر إلى النجف 1923 وأقام فيها 21 سنة وأخذ عن محمد الصغير ومحمد جواد التبريزي وباقر الزنجاني وعبد النبي العراقي وصدرا البادكوبي ثم حضر الأبحاث العالية‌ على أبو الحسن الأصفهاني ومحمد حسين الأصفهاني وضياء الدين العراقي وأبو القاسم الخوئي ومحمد رضا آل ياسين ومحسن الحكيم. شارك في النوادي الأدبية ونظم الشعر وأجاد به وله نظم عامي شعبي أيضاً. رجع إلى بلده سنة 1944 وأقام هناك مرشداً ومبلغاً. له سياسة الحسين ووفاة الإمام الرضا ورباعيات وديوان. توفي في عبادان ودفن بها.

## سيرته
ولد عبد العظيم بن حسين بن علي الجد- علي التوبلي البحراني الربيعي 11 ذي القعدة 1323 هـ/ 6 يناير 1906 في قصبة النصار في عبادان حيث هاجر والده من جد علي وهي قرية من قرى توبلي في البحرين وذلك في أواخر القرن 13 هـ. هاجر عبد العظيم إلى النجف في أواخر سنة 1342 هـ وأقام فيها إحدى وعشرين سنة للدراسة الدينية.

قرأ السطوح الحوزوية على علماء منهم محمد الصغير، جواد التبريزي، باقر الزنجاني، عبد النبي العراقي وقد حضر بحوث الخارج لعدد من أعلام منهم أبو الحسن الأصفهاني ومحمد حسين الأصفهاني وآغا ضياء الدين العراقي و أبو القاسم الخوئي ومحمد رضا آل ياسين ومحسن الحكيم الطباطبائي. له إجازات في الرواية من أبو الحسن الأصفهاني وضياء الدين العراقي وعبد النبي العراقي والخوئي. 

عاد إلى وطنه في 1363 هـ وقام بوظائفه الشرعية عالماً ومعلماً وكاتباً وشاعراً. 

توفي في عبادان في 17 جمادى الأولى 1399 هـ/ 14 أبريل 1979 م ودفن فيها.

## مؤلفاته
- سياسة الحسين
- وفاة الرضا
- رباعيات الربيعي وهي 444 في المواعظ والحكم والأمثال
- ديوان شعر
- ديوان شعر شعبي
- ألفیّة
- المنظومة في المنطق
- المنظومة في البلاغة
- المنظومة في العقائد

## وصلات خارجية
- في موقع شعراء أهل البيت